# Fondo Nacional para las Humanidades
El Fondo Nacional para las Humanidades (nombre original en inglés: National Endowment for the Humanities) (NEH) es una agencia federal independiente perteneciente al gobierno de los Estados Unidos, establecida por la Fundación de las Artes y la Ley de Humanidades de 1965, dedicado a apoyar la investigación, educación, preservación y programas públicos en humanidades. El NEH está ubicado en el 400 de la 7th St SW, Washington D. C.. De 1979 a 2014, NEH estuvo ubicada en el 1100 Pennsylvania Avenue, NW, Washington D. C. en el Centro Nancy Hanks, en la Antigua Oficina de Correos. 

## Historia y resumen
El NEH otorga subvenciones para proyectos de humanidades de alta calidad a instituciones culturales como museos, archivos, bibliotecas, colegios, universidades, estaciones públicas de televisión y radio, y a académicos individuales. 
Fue creado en 1965 bajo la Fundación Nacional de las Artes y las Humanidades, que incluía la National Endowment for the Arts y más tarde el Institute for Museum Services, como una medida para proporcionar una mayor inversión en cultura por parte del gobierno federal. El NEH se basó en la recomendación de la Comisión Nacional de Humanidades, convocada en 1963 con representantes de tres asociaciones académicas y educativas de los EE. UU., la Sociedad Phi Beta Kappa, el Consejo Americano de Sociedades de Aprendizaje (ACLS) y el Consejo de Escuelas de Graduados.
La agencia crea incentivos para  la excelencia en el trabajo en el campo de las humanidades mediante la concesión de subvenciones que fortalecen la enseñanza y el aprendizaje de las humanidades en las escuelas y universidades de todo el país, facilitan la investigación y los trabajos originales, brindan oportunidades para el aprendizaje permanente, preservan y brindan acceso a recursos culturales y educativos y para fortalecer la base institucional de las humanidades. Como parte de su mandato de apoyar programas de humanidades en todos los estados y territorios de EE. UU., la agencia respalda una red de afiliados privados y sin fines de lucro, los 56 consejos de humanidades en los estados y territorios de los Estados Unidos. 

### Liderazgo de Jim Leach, 2009-2013
El noveno presidente de NEH fue Jim Leach. El presidente Obama nominó al excongresista de Iowa, un republicano, para presidir el NEH el 3 de junio de 2009; el Senado confirmó su nombramiento en agosto de 2009. Leach comenzó su mandato como presidente de NEH el 12 de agosto de 2009 y renunció en mayo de 2013. Entre noviembre de 2009 y mayo de 2011, Leach realizó el "Civility Tour" estadounidense para llamar la atención sobre la necesidad de restaurar la razón y la civilidad nuevamente en la política, un objetivo que en sus palabras era "central para las humanidades". Visitó cada uno de los 50 estados, hablando en lugares que van desde salas de conferencias de universidades y museos hasta hospitales para veteranos, para apoyar el regreso del intercambio civil, no emotivo y la consideración racional de otros puntos de vista. Según Leach, "Poco es más importante ... que establecer un espíritu de consideración y decencia de expresión en los foros públicos. Las palabras reflejan tanto la emoción como el significado. Aclaran, o nublan, el pensamiento y llenan de energía la acción, a veces sacando a los mejores ángeles de nuestra naturaleza, a veces menos instintivos".

### Liderazgo de William Adams, 2014-2017
El décimo presidente de la NEH fue William 'Bro' Adams, quien sirvió de 2014 a 2017. El presidente Obama nominó a Adams el 4 de abril de 2014; quien fue confirmado por el Senado en una votación el 9 de julio de 2014. Adams designó a Margaret (Peggy) Plympton como vicepresidenta del NEH en enero de 2015.
Antes del nombramiento de Adams, la NEH estaba encabezada por la Presidenta interina Carole M. Watson . Adams renunció a su nombramiento el 23 de mayo de 2017, cuando citó los logros de la iniciativa "Bien común" y el nombramiento de nuevos funcionarios de la administración.

## Estructura
La Fundación está dirigida por el presidente del NEH . Asesorando al Presidente está el Consejo Nacional de Humanidades, una junta de 26 ciudadanos distinguidos privados que son nombrados por el presidente y confirmados por el Senado. Los miembros del Consejo Nacional sirven términos escalonados de seis años. 

### Presidente
La Fundación está dirigida por un Presidente, que tiene autoridad legal para aprobar todas las recomendaciones y otorgar subvenciones y acuerdos de cooperación. El presidente es nominado por el  Presidente de los Estados Unidos, que lo confirma con el consejo y consentimiento del Senado. Las decisiones del Presidente se basan en las recomendaciones del Consejo Nacional de Humanidades, revisores pares que son seleccionados para leer cada propuesta de proyecto presentada a la Fundación, así como por el personal de la Fundación. 

### Oficinas principales del programa
El NEH tiene seis divisiones y oficinas que otorgan subvenciones:
- La División de Preservación y Acceso otorga subvenciones para preservar, mantener y mejorar el acceso a las fuentes primarias de las humanidades, tanto en forma digital como analógica.
- La División de Programas Públicos apoya proyectos que acercan las humanidades a grandes audiencias a través de bibliotecas y museos, televisión y radio, sitios históricos y medios digitales.
- La División de Investigación otorga premios para apoyar la publicación de libros dentro y fuera de las humanidades.
- La División de Educación trabaja para apoyar y fortalecer la enseñanza de las humanidades.
- La Oficina de Asociación Federal / Estatal colabora con 56 consejos de humanidades estatales y territoriales para fortalecer los programas locales.
- La Oficina de Humanidades Digitales asesora sobre el uso de la tecnología en las humanidades y las coordenadas.

La Oficina de Subvenciones de Desafíos, disuelta en 2017, administró subvenciones destinadas a apoyar el desarrollo de capacidades y alentar la recaudación de fondos en instituciones de humanidades. La División de Preservación y Acceso ahora ofrece un programa de subvenciones que es similar a los programas anteriores en la oficina de Subvenciones Challenge. 

### Iniciativas especiales
Estas son prioridades especiales de la dotación que indican áreas críticas de las humanidades identificadas por el presidente del NEH. Se diferencian de las divisiones de la dotación en que no patrocinan ni coordinan programas de subvención específicos. 

#### Iniciativa Bridging Cultures
Bridging Cultures fue una iniciativa de NEH que exploró las formas en que las humanidades promueven la comprensión y el respeto mutuo entre las personas con historias, culturas y perspectivas diversas. Los proyectos apoyados a través de esta iniciativa se centraron en las culturas a nivel mundial, así como en los Estados Unidos.

#### Standing Together
Esta iniciativa, lanzada en 2014, marca una prioridad para otorgar premios que promuevan la comprensión de la experiencia militar y para apoyar a los veteranos que regresan.

#### We the People
We the People fue un flujo de financiación especial de NEH iniciado por el presidente Coles del NEH, que utilizaba fondos dedicados disponibles para cada presidente del NEH, que fue diseñado para alentar y mejorar la enseñanza, el estudio y la comprensión de la historia, la cultura y los principios democráticos estadounidenses. La iniciativa apoya proyectos y programas que exploran eventos y temas importantes en la historia de la nación estadounidense, que promueven el conocimiento de los principios que definen a los Estados Unidos.
Según NEH, la iniciativa lideró un renacimiento en el conocimiento sobre la historia y los principios estadounidenses entre todos los ciudadanos estadounidenses. La iniciativa fue lanzada el Día de la Constitución, el 17 de septiembre de 2002 y estuvo activa hasta 2009.

## Proyectos dignos de mención
Desde 1965, el NEH ha patrocinado numerosos proyectos, que incluyen: 
- "Tesoros de Tutankamón", una exhibición vista por más de 1,5 millones de personas.[20]
- La Guerra Civil , un documental de 1990 de Ken Burns visto por 38 millones de estadounidenses.[21]
- Biblioteca de América, ediciones de novelas, ensayos y poemas que celebran la herencia literaria de Estados Unidos.[22]
- United States Newspaper Project, un esfuerzo que catalogó y microfilmó 63,3 millones de páginas de periódicos que datan de los primeros Estados Unidos. El programa ahora digitaliza los periódicos y los pone a disposición a través de Chronicling America, un recurso web mantenido por la Biblioteca del Congreso.[23]
- Quince libros ganadores del Premio Pulitzer, incluidos los de James M. McPherson, Louis Menand, Joan D. Hedrick y Bernard Bailyn.[24]
- EDSITEment, un proyecto web que lleva "lo mejor de las humanidades en la web" a profesores y estudiantes, comenzó en 1997.[25]
- Archivos de referencia, en Atenas y Boston, de fotografías arqueológicas tomadas por Eleanor Emlen Myers.[26]
- The Valley of the Shadow, un proyecto de historia digital creado por Edward L. Ayers y William G. Thomas III sobre la experiencia de los soldados de la Guerra Civil Confederada en los Estados Unidos.[27]
- Contenido del menú, digitalización y transcripción comunitaria de la colección de menús de restaurantes de la Biblioteca Pública de Nueva York.[28]

## Premios

### Lectura Jefferson
Desde 1972, el NEH ha patrocinado la Jefferson Lecture in the Humanities, que describe como "el honor más alto que el gobierno federal le confiere al distinguido logro intelectual en las humanidades". El Lector Jefferson es seleccionado cada año por el Consejo Nacional de Humanidades. El homenajeado da una conferencia en Washington D. C., durante la primavera, y recibe unos honorarios de 10.000 dólares. El propósito declarado del honor es reconocer a "un individuo que ha realizado importantes contribuciones académicas en las humanidades y que tiene la capacidad de comunicar el conocimiento y la sabiduría de las humanidades de una manera ampliamente atractiva".

### Medalla Nacional de Humanidades y Premio Charles Frankel
La Medalla Nacional de Humanidades, inaugurada en 1997, rinde homenaje a individuos o grupos cuyo trabajo ha profundizado la comprensión de las humanidades por parte de la nación, ampliado el compromiso de los ciudadanos con las humanidades o ayudado a preservar y expandir el acceso de los estadounidenses a recursos importantes en las humanidades. Hasta 12 medallas se pueden otorgar cada año. De 1989 a 1996, el NEH otorgó un premio similar conocido como el Premio Charles Frankel. El nuevo premio, un medallón de bronce, fue diseñado por David Macaulay, el ganador del Premio Frankel en 1995. Las listas de los ganadores de la Medalla Nacional de Humanidades y el Premio Frankel están disponibles en el sitio web de NEH. 

## RevistaHumanities
A partir de 1969, el NEH publicó una publicación periódica llamada Humanities; esta cabecera original fue descontinuada en 1978. En 1980, se relanzó la revista Humanities (ISSN 0018-7526). Se publica seis veces al año, con un artículo de portada cada año dedicado a glosar la obra del Profesor Jefferson de ese año. La mayoría de sus artículos tienen alguna conexión con las actividades del NEH. El editor de la revista desde 2007 ha sido el periodista y autor David Skinner. Desde 1990 hasta su muerte en 2007, Humanities fue editada por Mary Lou Beatty (quien anteriormente había sido una editora de alto rango en el Washington Post).